# Linnasaari (ö i Södra Savolax, S:t Michel, lat 61,37, long 26,70)
Linnasaari är en ö i Finland. Den ligger i sjön Juolasvesi och Sarkavesi och i kommunen Mäntyharju i den ekonomiska regionen  S:t Michel och landskapet Södra Savolax, i den södra delen av landet, 160 km nordost om huvudstaden Helsingfors. Öns area är 16,1 hektar och dess största längd är 1 kilometer i nord-sydlig riktning.